# ルーカス・フラデツキー
- ルカーシュ・フラデツキー

ルーカス・フラデツキー（Lukáš Hrádecký、1989年11月24日 - ）は、チェコスロバキア・ブラチスラヴァ出身のサッカー選手。リーグ・アン・ASモナコ所属。フィンランド代表。ポジションはゴールキーパー。

## 経歴

### TPS
フィンランドのTPSでキャリアをスタート。2008年にオランダ・ルールローで開催されたU-19チームの国際大会で大会最優秀GKに選ばれた。

### エスビャウ
2009年1月エスビャウfBに移籍、4年契約を結んだ。2010年8月、トム・ヒートンが移籍したマンチェスター・ユナイテッドFCが新たな控えキーパーとしてフラデツキー獲得を検討していると報じられた。
2012-13シーズン終了後、エスビャウとの契約を拒否したと報じられた。

### ブレンビー
2013年6月ブレンビーIFにフリーで加入。契約は4年。

### アイントラハト・フランクフルト
2015年8月アイントラハト・フランクフルトに移籍。移籍金は推定250万ユーロ。

### バイエル・レバークーゼン
2018年5月、バイエル・レバークーゼンへ2023年6月までの5年契約で完全移籍した。

### ASモナコ
2025年8月8日、ASモナコへ完全移籍。

## 代表歴
16歳の時から各世代別代表に選出されている。UEFA U-21欧州選手権2009のフィンランド代表メンバーにも選出されたが、膝の怪我のため辞退した。UEFA U-21欧州選手権2011では正ゴールキーパーをつとめた。
2010年1月、スペイン・マラガで開催される親善試合・韓国代表戦に臨むフィンランドA代表に選出、ベンチ入りした。5月のエストニア代表戦で途中出場し初キャップを記録。2016年6月のUEFA欧州選手権予選・サンマリノ代表戦で初スタメン。以降レギュラーに定着している。代表初めての欧州選手権となったUEFA EURO 2020では、第1戦のデンマーク戦で、ピエール＝エミール・ホイビュアのPKをストップするなど活躍したが、惜しくもチームはグループステージ敗退となってしまった。なお、フラデツキーはグループステージの最優秀ゴールキーパーに選ばれた。

## タイトル

### クラブ
エスビャウ
- デンマーク・ファーストディビジョン: 2011-12
- デンマーク・カップ: 2012-13

アイントラハト・フランクフルト
- DFBポカール: 2017-18

バイエル・レバークーゼン
- ブンデスリーガ: 2023-24
- DFBポカール:2023-24

### 個人
- デンマーク・スーペルリーガ最優秀GK: 2013[15]